# Ärztevereinigung
In Deutschland existieren verschiedene Ärztevereinigungen und Zahnärztevereinigungen, wobei hierunter sowohl juristische Personen des Privatrechts wie des öffentlichen Rechts zu zählen sind. Die beiden wichtigsten Dachverbände der Ärzte sind die Bundesärztekammer (Arbeitsgemeinschaft der deutschen Ärztekammern), die Spitzenorganisation der ärztlichen Selbstverwaltung in den Landesärztekammern mit 485.800 Mitgliedern (davon 371.302 berufstätigen Ärzten) (Stand: 31. Dezember 2015), und die Kassenärztliche Bundesvereinigung (KBV), in der über die regionalen Kassenärztlichen Vereinigungen (KV) alle Vertragsärzte in Deutschland Mitglied sind, und die als Organ der ärztlichen Selbstverwaltung als Berufsständische Körperschaft öffentlichen Rechts (K. d. ö. R.) fungiert. Insgesamt rund 164.947 (Stand 31. Dezember 2014) niedergelassene Ärzte und Psychotherapeuten sind Mitglieder der 17 Kassenärztlichen Vereinigungen.
Die 62.684 deutschen Vertragszahnärzte (Stand 1. Oktober 2016) sind Mitglieder in den 17 Kassenzahnärztlichen Vereinigungen (KZV), ebenfalls K. d. ö. R. Deren Dachorganisation ist die Kassenzahnärztliche Bundesvereinigung (KZBV). Alle 92.678 Zahnärzte (davon 71425 zahnärztlich tätig; Stand: 31. Dezember 2015) sind Pflichtmitglieder der jeweiligen Landeszahnärztekammern, die sich in der Bundeszahnärztekammer (BZÄK), der Arbeitsgemeinschaft der deutschen Zahnärztekammern e. V. zusammengeschlossen haben.

## Ärztliche Interessenverbände
- Der Marburger Bund ist die Interessenvertretung der angestellten und verbeamteten Ärzte in Deutschland. Der Marburger Bund vertritt die Interessen der Ärzte als Gewerkschaft gegenüber den zumeist öffentlichen Tarifpartnern (angestellte Ärzte) bzw. Dienstherren (beamtete Ärzte).
- Der NAV-Virchow-Bund vertritt die Interessen der niedergelassenen Ärzte Deutschlands.
- Der Hartmannbund ist einer der größten deutschen Ärzteverbande und vertritt fachgruppenübergreifend die Interessen von Ärzten, Zahnärzten und Medizinstudierenden in Deutschland.
- Der Verein demokratischer Ärzt*innen wurde 1986 als Alternative zu den rein standespolitischen Interessenvertretungen der Ärzte gegründet und engagiert sich gegen die Kommerzialisierung der Medizin.
- Die Freie Ärzteschaft vertritt die Interessen niedergelassener Haus- und Fachärzte und wurde 2004 gegründet.

Die Fachärzte sind in fachgruppenspezifischen Berufsverbänden organisiert, wie z. B. dem
- Berufsverband Deutscher Internisten, der sich selbst[4] als größter europäischer Fachärzteverband bezeichnet,
- dem Deutschen Hausärzteverband[5] ist die Interessenvertretung der deutschen Hausärzte und bezeichnet sich selbst[6] als der größte Berufsverband der deutschen Vertragsärzte oder
- dem Spitzenverband Fachärzte Deutschlands[7] (SpiFa), welcher als Facharztdachverband die Darstellung der Interessen von Fachärzten[8] repräsentiert,

und in wissenschaftlichen Fachgesellschaften, wie z. B. der Deutschen Gesellschaft für Allgemeinmedizin und Familienmedizin (DEGAM).

## Zahnärztliche Interessenverbände
Zu den wichtigsten gehören:
- Bundesverband der implantologisch tätigen Zahnärzte (BdiZ)
- Deutscher Arbeitskreis für Zahnheilkunde (DAZ) im NAV-Virchow-Bund
- Deutscher Zahnärzte Verband (DZV)
- Freier Verband Deutscher Zahnärzte (FVDZ)
- Privatzahnärztliche Vereinigung Deutschlands (PZVD)
- Verein Demokratischer Zahnärzte (VDZM)
- Zahnärzte für Niedersachsen (ZfN)
- Zukunft Zahnärzte Bayern (ZZB)

## Seitennachweise
1. ↑  BÄK, Ärztestatistik (Memento des Originals vom 23. Oktober 2012 im Internet Archive)  Info: Der Archivlink wurde automatisch eingesetzt und noch nicht geprüft. Bitte prüfe Original- und Archivlink gemäß Anleitung und entferne dann diesen Hinweis.
2. ↑  KBV Arztzahlen
3. ↑  Mitgliederstatistik BZÄK (Memento vom 8. April 2017 im Internet Archive)
4. ↑  Archivierte Kopie (Memento des Originals vom 22. Dezember 2015 im Internet Archive)  Info: Der Archivlink wurde automatisch eingesetzt und noch nicht geprüft. Bitte prüfe Original- und Archivlink gemäß Anleitung und entferne dann diesen Hinweis. Eigendarstellung des Berufsverbands Deutscher Internisten e. V. (abgerufen am 15. Dezember 2015)
5. ↑  http://www.hausaerzteverband.de/ Deutscher Hausärzteverband e. V. (abgerufen am 15. Dezember 2015)
6. ↑  Archivierte Kopie (Memento des Originals vom 22. Dezember 2015 im Internet Archive)  Info: Der Archivlink wurde automatisch eingesetzt und noch nicht geprüft. Bitte prüfe Original- und Archivlink gemäß Anleitung und entferne dann diesen Hinweis. Eigendarstellung des Deutschen Hausärzteverbands e. V. (abgerufen am 15. Dezember 2015)
7. ↑  http://www.spifa.de/ Spitzenverband Fachärzte Deutschlands e. V. (abgerufen am 15. Dezember 2015)
8. ↑   Wir über uns (Memento vom 22. Dezember 2015 im Internet Archive) Eigendarstellung des Spitzenverband Fachärzte Deutschlands e. V. (abgerufen am 15. Dezember 2015)